# Zamarada radula
Zamarada radula là một loài bướm đêm trong họ Geometridae.